# Drago Flis
Drago Flis-Strela, slovenski partizan, prvoborec, politični komisar, narodni heroj, * 14. avgust 1921, Blanca, † 23. februar 2019, Ljubljana .

## Življenjepis
Drago Flis s partizanskim imenom Strela je pred vojno v Ljubljani študiral medicino, julija 1941 je vstopil v Pohorsko četo. Poleti 1942 je postal bolničar v Krimskem odredu, oktobra istega leta je odšel z Loškim odredom na Primorsko, kjer je deloval kot funkcionar v tamkajšnih enotah. Leta 1943 je postal  politični komisar Goriške, nato pa še Gradnikove brigade Od junija 1944 je bil šef obveščevalnega centra 9. korpusa. Po osvoboditvi je do 1948 delal v UDBI, nato je bil do 1960 v diplomatski službi, kasneje je imel funkcije v gospodarstvu in lokalni politiki v Ljubljani.

## Odlikovanja
- red narodnega heroja
- partizanska spomenica 1941